# 隆科多
隆科多（转写：Longkodo；1658年—1728年），满洲镶黄旗人，佟佳氏，康熙帝舅父佟国维之子，康熙帝之表弟，孝懿仁皇后、愨惠皇貴妃之弟，康熙末年到雍正初年重臣。
隆科多有長子岳興阿，及次子玉柱。雍正帝也稱隆科多為舅舅。

## 生平
隆科多康熙末年累官至理藩院尚书，兼步军统领、九門提督，掌管北京城内外武力，地位十分重要。
康熙二十七年（1688年），授一等侍衛，擢鑾儀使，兼正蓝旗蒙古副都统。四十四年，以所屬人違法，上責隆科多不實心任事，罷副都統、鑾儀使，在一等侍衛上行走。五十年，授步軍統領。五十九年，擢理籓院尚書，仍管步軍統領。
康熙六十一年（1722年）十一月十四日，雍正皇帝繼位之後，隆科多被封为總理事務大臣、吏部尚書，加太保等職務，并令隆科多的长子岳兴阿承袭。而隆科多的次子玉柱从侍卫的身份被授为銮仪使。当时隆科多极其受雍正帝的宠信。
雍正时期大兴文字狱，是為了打击全国各地对皇帝和朝廷散布不实谣言的逆党，此事件甚至波及多位雍正的亲兄弟、雍正重臣隆科多、年羹堯等多人。
雍正五年（1727年），隆科多雖受賜襲一等公、吏部尚書加太保等，但仍被定41款大罪，按大清律例原判斬立決、財產充公、妻子入辛者庫。雍正帝命令減輕判刑，改在暢春園之外建屋三間禁錮。六年（1728年）六月，隆科多死於禁所。

## 民間傳說
康熙死時，傳說由隆科多一人傳遺詔由雍正繼位，或說隆科多在康熙死後篡位，從乾清宫“正大光明”匾（御筆匾額）後取下康熙遺詔，將“傳位十四子”，篡改作“傳位于四子”。
此傳言，早已於清朝雍正初年，由湖南、廣西等全國各地方訛傳此謠言，後已逮捕一些刻意造謠生事者，他們的最終目的是反抗滿洲皇帝和朝廷，請詳見：《大義覺迷錄》。此謠言，甚至讓雍正帝本人與隆科多、年羹堯、親兄弟允禩、允禟等人造成反目成仇的影響。
其實，據官方文獻記載，康熙死前，召集至御榻近前的有8位皇子、大臣1人隆科多，其他包括宮人內侍和內廷行走之小臣工當時也都在場。
而且“秘密立儲”制度是從雍正元年開始的，移花接木到康熙朝是張冠李戴，且傳位詔書分別有漢滿二种字體分開書寫，于四子之說只適用於漢字更顯此說矛盾無理。

## 家庭
- 妻：隆科多「娶於舅氏」，雍正五年被隆科多之罪牽連，入辛者庫[11]，《永憲錄》的作者蕭奭稱有說法指岳興阿之母為隆科多之妻，在隆科多犯事前已死於非命[12]，未知是否為謬誤，然而隆科多的堂兄弟夸岱曾稱其「致元配若人彘」。

- 嬖妾：四兒，玉柱之生母，曾凌辱隆科多岳父的侍妾。雍正三年，調查隆科多藏埋贓銀之事時，夸岱將玉柱上鎖並加以刑訊，告訴四兒再不實說，就將其子在她面前立斬，四兒便稱：「如有埋藏銀子，情甘死罪。如有人告首出時，情甘剮罪。今日皇上這樣嚴旨，若有藏銀，我再也不敢撒謊。並無埋藏轉運之處是實」[13]。隆科多的庶母和弟媳悉數四兒卑賤之行，希望雍正帝將四兒治於重罪，然而雍正帝以不願「發人之陰私」為由拒絕。

## 電視劇

### 中國大陸電視劇
- 1999年《雍正王朝》蔡鴻翔飾演
- 2003年《皇太子秘史》宗峰岩 飾演
- 2005年《李衛當官》魏德山飾演
- 2011年《后宮甄嬛傳》張毅飾演
- 2011年《宮鎖心玉》沈保平飾演
- 2011年《步步驚心》趙家林飾演

### 台湾電視劇
- 《金玉緣兒女英雄傳》1975崔福生飾演
- 《雍正小蝶年羹尧》谢屏楠飾演
- 《江湖奇俠傳》铁孟秋飾演

### 亞洲電視
- 1980年《大內群英》鮑漢琳飾演
- 1989年《滿清十三皇朝》关子标飾演
- 1995年《九王奪位》羅烈飾演

### 無綫電視
- 1984年《呂四娘》羅國維飾演
- 1998年《大刺客》郭德信飾演
- 2014年《食為奴》黃栢文飾演